# 3C 66B
3C 66B (również UGC 1841 lub PCG 9067) – olbrzymia galaktyka eliptyczna znajdująca się w gwiazdozbiorze Andromedy w odległości około 270 milionów lat świetlnych. Galaktyka ta leży na obrzeżach gromady galaktyk Abell 347.

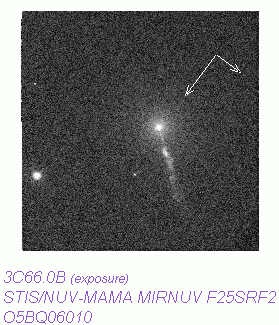
Dżet wychodzący z galaktyki 3V 66B

UGC 1841 jest silnym radioźródłem oznaczanym jako 3C 66B. Wytworzyła ona dwa wielkie dżety, które na zdjęciach optycznych wyglądają jak poskręcany drut. Każdy z dżetów ma około 10 000 lat świetlnych długości. Ta niezwykła struktura powstała prawdopodobnie na skutek wzajemnego oddziaływania dwóch supermasywnych czarnych dziur znajdujących się w centrum galaktyki. Ich maksymalna masa może wynosić do 1010 mas Słońca. Składniki tej podwójnej supermasywnej czarnej dziury obiegają środek masy, lecz tylko jedna z nich wytworzyła dżety radiowe. Okres obiegu tych czarnych dziur wynosi około jednego roku i to właśnie ten wzajemny obieg jest przyczyną powstania skręconych dżetów. Według szacunków obie czarne dziury połączą się w ciągu kilku tysięcy lat.
Galaktyka 3C 66B jest też prawdopodobnie źródłem promieniowania gamma w zakresie TeV.